# Стрельников, Сергей Михайлович
Сергей Михайлович Стрельников (16.5.1953, Кувандык, Оренбургская область) — краевед-журналист, издатель. Член Союза журналистов РФ (1998), действительный член Русского географического общества (1983). Главный автор и главный редактор-составитель книги «Кувандыкская энциклопедия» (2006), первой в Оренбуржье комплексной энциклопедии по всем отраслям знаний. Автор книг «Златоуст. Словарь географических названий» (1993), «Кувандыкский край в географических названиях» (1994), «Золотые звезды кувандычан» (1996), «Географические названия Оренбургской области» (2002), «История поселка Новогригорьевка» (2011), «Породненные села» (2012; соавтор), "История посёлка Ишмуратово" (2016). 

## Биография
В 1970 окончил железнодорожную среднюю школу № 69 г. Кувандыка.
В 1970—1971 — фрезеровщик на заводе механических прессов.
В 1971—1979 — учился в Уральском государственном университете с перерывом на службу в Советской Армии, получил специальность филолога.
В 1979—1981 годы — работал старшим лаборантом в Уральском госуниверситете. Был плотником-бетонщиком, инженером в производственном объединении «Златоустовский машиностроительный завод».
Работал журналистом, заместителем редактора в газетах «Вестник Златоуста», «Вестник».
В 1995 году работал редактором, а с 1996 — корреспондентом газеты «Новый путь» (Кувандык).
Участник краеведческих, научных, научно-практических конференций и чтений в Челябинске, Оренбурге, Свердловске, Волгограде, Чебоксарах, Новотроицке.

## Награды, поощрения
Звание «Почётный гражданин Кувандыкского городского округа», присвоено решением Совета депутатов № 358-I-СД от 26.09.2017 года.